# Neuheim
Neuheim és un municipi del cantó de Zug (Suïssa). És documentat per primera vegada el 1080 amb el nom de Niuheim.